# Olena Shevchenko
Olena Olehivna Shevchenko (en ucraniano: Олена Олегівна Шевченко, Kyiv, Ucrania, 1982) es una activista ucraniana de los derechos de las mujeres y LGBT. Tras trabajar como profesora, cofundó la ONG Insight en 2007 para defender la inclusión del colectivo LGBT en las plataformas feministas. Inició actos anuales, como la Marcha del Día Internacional de la Mujer, el Día Internacional de la Memoria Transgénero y el Festival de la Igualdad, para protestar contra la discriminación de las mujeres y la comunidad LGBT en Ucrania y en otros países de la antigua Unión Soviética. Sus oponentes la han atacado repetidamente a ella y a sus actos.
Shevchenko también ha sido copresidenta del Consejo LGBT de Ucrania, y fue elegida miembro de la junta de la Organización Internacional de Jóvenes y Estudiantes Lesbianas, Gays, Bisexuales, Transexuales, Queer e Intersexuales (IGLYO). Forma parte de las juntas directivas de la rama europea de la Asociación Internacional de Lesbianas, Gays, Bisexuales, Trans e Intersex y de la Comunidad Eurocentroasiática de Lesbianas* (EL*C). Es una de las activistas LGBT más visibles de Ucrania y, en 2021, su labor en pro de los derechos humanos fue reconocida con el Tulipán de los Derechos Humanos del Ministerio de Asuntos Exteriores de los Países Bajos. En 2022, fue galardonada con el Prix international de la ville de Paris pour les droits des personnes LGBTI+ (Premio internacional de la ciudad de París por los derechos de las personas LGBTI+) en reconocimiento a la labor de Insight.

## Primeros años y educación
Olena Olehivna, a veces llamada Lena, nació en el distrito Darnytskyi de Kyiv, cuando formaba parte de la República Socialista Soviética de Ucrania.Su padre, quien era judío, empezó a trabajar como zapatero, pero más tarde se dedicó a la construcción. La familia se mudaba a menudo y, cuando ella estaba en primer curso, vivían en una habitación de una casa de huéspedes. A los nueve años empezó a estudiar judo y también se interesó por la lucha libre, aunque era un deporte dominado por los hombres.Shevchenko entró en el equipo nacional de lucha en el instituto y siguió participando en la universidad. Es pescatariana y evita los productos lácteos. Desde que tenía catorce años, Shevchenko sabía que era lesbiana, pero no sabía mucho sobre la homosexualidad hasta que cumplió veinte años.
Shevchenko obtuvo una medalla de oro en el bachillerato y en 2001 fue condecorada con la medalla de Estudiante de Kyiv de Cultura Física y Deportes.Luego estudió en la facultad de Ciencias de la Vida de la Universidad Pedagógica Nacional Drahomanov, donde obtuvo el título de profesora con matrícula de honor, y más tarde obtuvo un máster en Sociología por la Universidad Nacional de Kyiv-Academia Mohyla. Durante sus estudios universitarios, trabajó como entrenadora de lucha libre en el club deportivo Olympus de la Universidad Drahomanov. En 2004, participó en una carrera del Orgullo no anunciada junto a otros diez activistas. Los participantes en la «Carrera por la vida» llevaban pañuelos arco iris y una bandera hecha a mano.

## Carrera

### Enseñanza

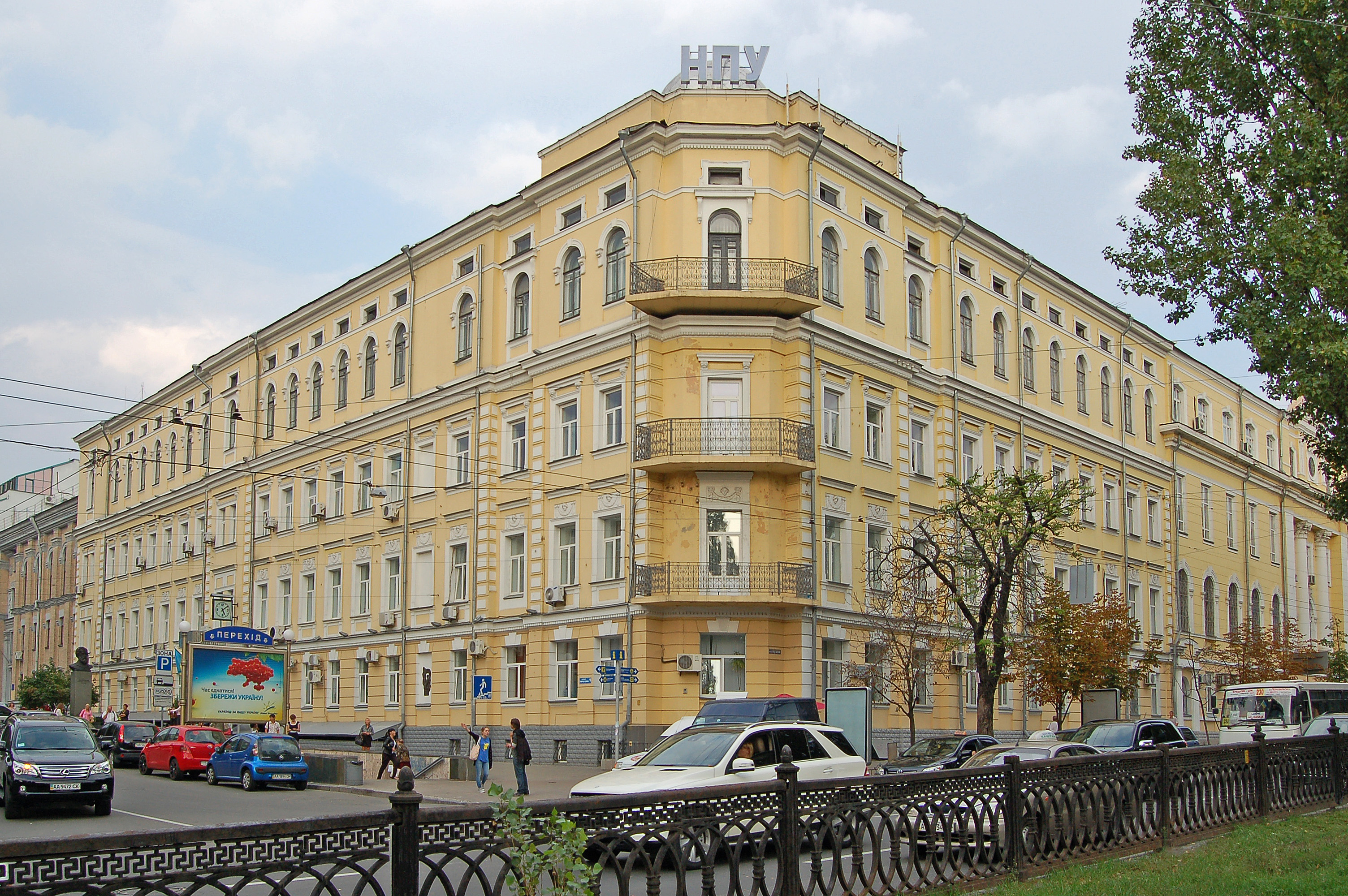
Universidad Pedagógica Nacional Drahomanov, Kyiv

Tras graduarse, Shevchenko comenzó a impartir clases de biología y educación física en la Universidad Drahomanov en 2004.Se unió a la Red de Mujeres como voluntaria y comenzó a defender los derechos de las mujeres y del colectivo LGBT. A los profesores de su facultad no les gustó que Shevchenko hablara abiertamente de su sexualidad en apariciones televisivas y hablaron entre ellos sobre si debían despedirla.Durante su periodo de docencia se promovió una iniciativa nacional para prohibir la presencia de profesores LGBT en las universidades y ella comenzó a hablar en contra de la legislación.En 2007 salió del armario ante sus padres. Su madre no lo aceptó, pero su padre se mostró tolerante.
También en 2007, dejó la Red de Mujeres y cofundó una ONG llamada Insight con Anna Dovgopol y otra activista.Los objetivos de la organización eran abogar por la inclusión del colectivo LGBT en una plataforma feminista. Insight se registró oficialmente en 2008 y, en 2009, Shevchenko renunció a la docencia para trabajar en la ONG a tiempo completo.

### Inicio de activismo
En 2010, Shevchenko se convirtió en la presidenta de Insight.Debido a las amenazas contra ella misma y el personal, ella y la organización se trasladan cada uno o dos años y no hacen pública ninguna ubicación.En 2011, Shevchenko y otras activistas de grupos como Insight, la Ofensiva Feminista y el Centro de Cultura Visual planearon una Marcah del Día de la Mujer en Kyiv en la que participarían tanto hombres como mujeres. La Marcha se ha convertido en una tradición anual, pero desde 2012 los manifestantes ha corrido el riesgo de ser atacados por opositores de extrema derecha.Debido a la falta de apertura en la sociedad, el impulso a los derechos humanos provocó una reacción violenta de los elementos más tradicionales de Ucrania, que preferían que los gays y las lesbianas permanecieran ocultos y que las mujeres desempeñaran únicamente las funciones tradicionales. En 2012, Shevchenko fue elegida copresidenta de una organización paraguas, el Consejo LGBT de Ucrania.Se ha convertido en una de las activistas más visibles de Ucrania, participando en numerosos actos que aumentan la visibilidad de la comunidad LGBT y promueven la concienciación sobre la interseccionalidad de los derechos de la mujer con otros grupos marginados del país.La periodista Teresa Lashchuk afirmó que Shevchenko «es probablemente la lesbiana más famosa de Ucrania».
Shevchenko ha impartido cursos de defensa personal a mujeres activistas, a menudo amenazadas de violencia por manifestarse como feministas. Ha organizado rupos de presión para cambiar la legislación que ha pretendido esterilizar a las personas transexuales o que permite la discriminación de grupos marginados.Aboga por cambios en el sistema educativo para que, por ejemplo, los libros de texto no limiten los roles masculino y femenino a esferas estereotipadas. También ha documentado amenazas y ataques contra ellas y lleva a cabo cursos de formación para médicos, psicólogos y la policía para garantizar la protección de los derechos humanos. Para difundir la aceptación, también organiza conferencias y exposiciones educativas, festivales culturales y proyecciones de películas.
En 2012, Shevchenko fue detenida por manifestarse el Día Internacional de los Derechos Humanos en protesta por la legislación que limitaba el derecho de reunión mediante prohibiciones tachadas de promoción de la homosexualidad.
Aunque en un principio los activistas tenían permiso, posteriormente se prohibió el lugar de la manifestación después de que un juez dictaminara que la protesta podría provocar la oposición conservadora y de que la policía se mostrara reacia a ofrecer protección.
Sabiendo que el permiso estaba vinculado al lugar, Shevchenko solicitó una nueva ubicación, pero según la policía la concentración era ilegal y fue detenida junto con otros siete manifestantes y cinco contramanifestantes. Fue condenada por haber infringido la normativa sobre concentraciones y multada. En 2013 perdió el recurso de apelación.

### Euromaidán y desenlace

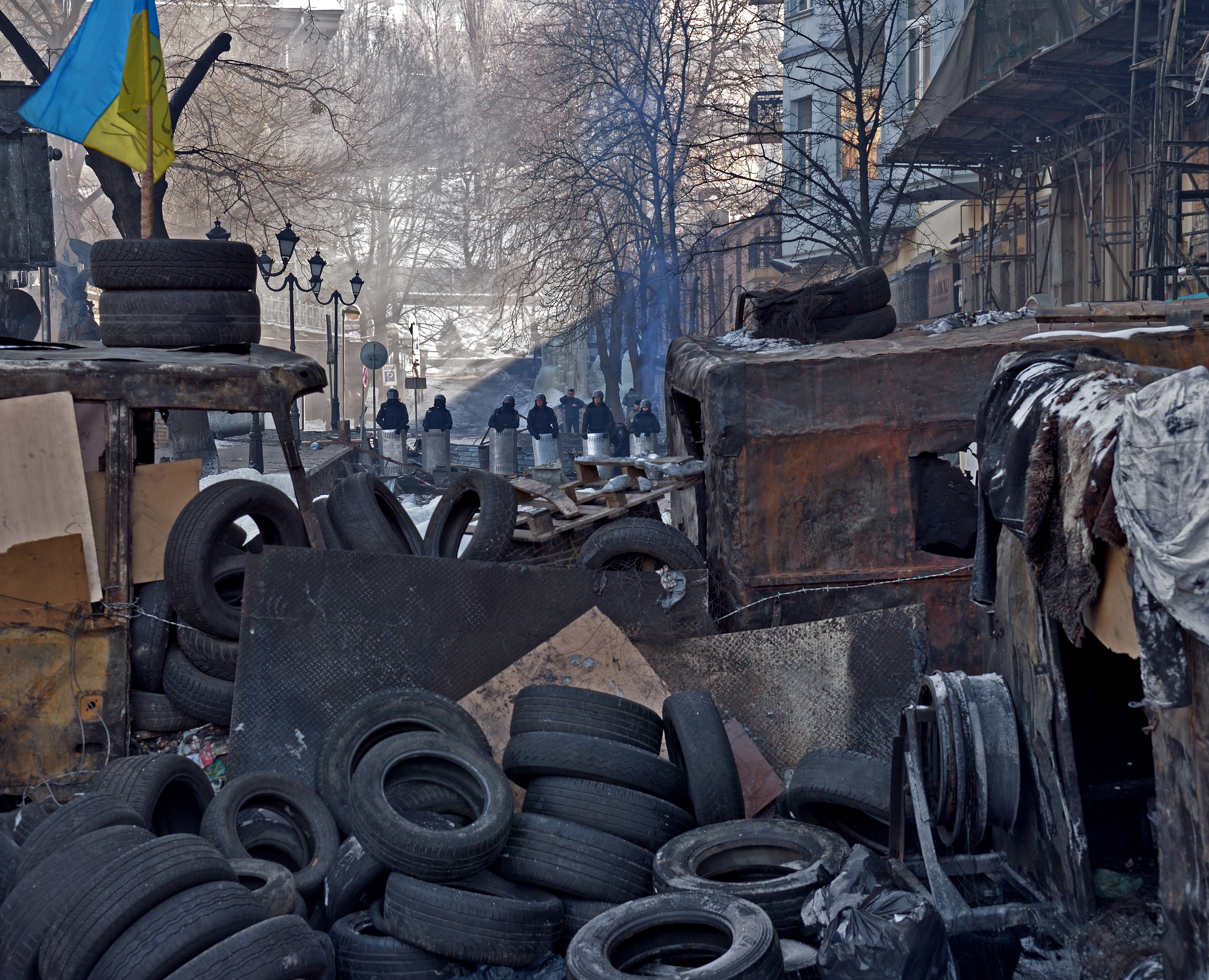
Barricadas levantadas durante el Euromaidán de 2014 en Kyiv

En 2013, el malestar social en el país desembocó en el Euromaidán, una protesta contra la decisión del gobierno de estrechar lazos con Rusia y alejarse de Europa. Shevchenko se unió a otros activistas en Maidan Nezalezhnosti (Plaza de la Independencia), pero debido a su formación deportiva, se negó a ser relegada a proporcionar alimentos en la cocina del campamento. En su lugar, se unió a las patrullas de seguridad del campamento, organizando y formando a mujeres para mantener seguras las barricadas.Ese año, la Marcha de las Mujeres se centró en oponerse a la legislación pendiente para prohibir los abortos y criminalizar la homosexualidad. Cuando finalmente cayó el gobierno de Víktor Yanukóvich en febrero de 2014,Shevchenko expresó su esperanza de que prevaleciera una nueva era de respeto a los derechos humanos.
Cuando la anexión de la península de Crimea por las fuerzas rusas hizo que los refugiados huyeran de la zona, Shevchenko intentó convencer a los propietarios para que alojaran a los miembros desplazados de la comunidad LGBT. Los prejuicios contra gays y lesbianas limitaban las opciones, pero en el verano de 2014 se abrió en Kyiv el primer refugio para personas queer. El lugar ofrecía alojamiento a corto plazo, asesoramiento y servicios médicos, consejos para encontrar empleo y pases para el sistema de transporte. Al cabo de dos años, la financiación extranjera se agotó e Insight redirigió los fondos recaudados en otros proyectos para mantener en funcionamiento el refugio.

### Activismo de derechos humanos

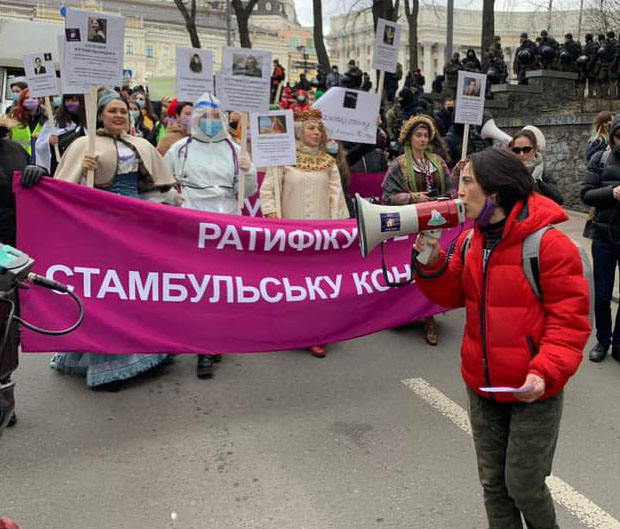
Shevchenko encabezando la Marcha de las Mujeres de 2021 en Kyiv

Aunque Shevchenko presidió el comité que planificó la Marcha por la Igualdad de 2014 en Kyev, el acto tuvo que cancelarse cuando la policía le notificó que no podría proporcionar seguridad.Del mismo modo, ese año se canceló la Marcha de las Mujeres. A partir de 2014, Shevchenko trabajó con otras organizaciones como la Coalición contra la Discriminación, el Comisionado para los Derechos Humanos, el Programa de Derechos Humanos y Justicia de la Fundación Renacimiento Internacional y Sin Fronteras, para crear el Festival de la Igualdad. Para animar a los participantes a luchar contra la discriminación, el evento anual incluye conferencias, talleres sobre el desarrollo de movimientos de protesta, proyecciones de películas y exposiciones fotográficas.A partir de 2015, la Marcha de las Mujeres comenzó a centrarse en el tema más amplio de la desigualdad, en lugar de en protestas contra una legislación específica. El cambio no eliminó los ataques a activistas, pero pudo proteger y ampliar los métodos utilizados para luchar por los derechos humanos, la paridad socioeconómica y la desescalada de la violencia en una sociedad cada vez más militarizada.Shevchenko fue una de las participantes en la exposición de 2015 del PinchukArtCentre, Patriots, Citizens, Lovers..., que presentaba el arte de Carlos Motta e incluía entrevistas con once activistas que destacaban la cultura queer y hablaban de la historia y los problemas a los que se enfrentaba su comunidad.
En 2016, durante el Festival de la Igualdad en Lviv, Shevchenko informó de que sesenta de los doscientos activistas inscritos pudieron llegar a la sala de conferencias, que estaba rodeada de opositores al evento. Se recibió una amenaza de bomba y los asistentes fueron evacuados al cabo de unas cuatro horas.Cuando se disponían a marcharse tras el festival, opositores comenzaron a lanzarles piedras y gas pimienta, y se lanzaron petardos contra el autobús en el que viajaba Shevchenko. Los participantes en el festival no contaron con protección policial y Shevchenko recibió reportes de que los manifestantes la estaban buscando. Los voluntarios y sus familiares la rescataron, la llevaron a su propia casa y la alimentaron, y al caer la noche organizaron un taxi para llevarla a la estación de tren y que pudiera regresar a Kyiv. Debido a las repetidas amenazas contra su seguridad, en 2017 Shevchenko se inscribió en el Proyecto Natalia de los Defensores de los Derechos Civiles. El servicio activa una alarma a través de un transmisor GPS para alertar a sus colegas cuando se encuentra en peligro inminente.
Tanto la Marcha de las Mujeres de 2017 como la de 2018 se centraron en la lucha contra la violencia. Los manifestantes fueron atacados durante el evento de 2017 por opositores que les arrojaron verduras, pero en 2018, los opositores de la derecha organizaron una contraprotesta en lugar de atacar a los manifestantes.Tras el evento, Shevchenko fue demandada por radicales de derecha que alegaron que el uso del  tridente ucraniano en un cartel de la Marcha de las Mujeres era una falta de respeto a un símbolo nacional del Escuadrón Nacional un grupo paramilitar asociado al Regimiento Azov.Se le acusó de infringir el Código Administrativo, que obliga a los organizadores de actos a garantizar que no se violen los símbolos del Estado ni se presenten al público de forma ofensiva. El inspector del Departamento de Policía del distrito de Shevchenkivsky declaró durante la audiencia que debería haber previsto que el cartel causaría alarma e impidió su uso. Shevchenko declaró que no tenía conocimiento previo del cartel, ni lo había visto. El juez dictaminó que no se habían aprobado normas legales que establecieran procedimientos para hacer cumplir el Código Administrativo, por lo que, en virtud de los pactos de la Convención Europea de Derechos Humanos, Shevchenko no podía ser acusada ni considerada responsable del cartel ni de su contenido.

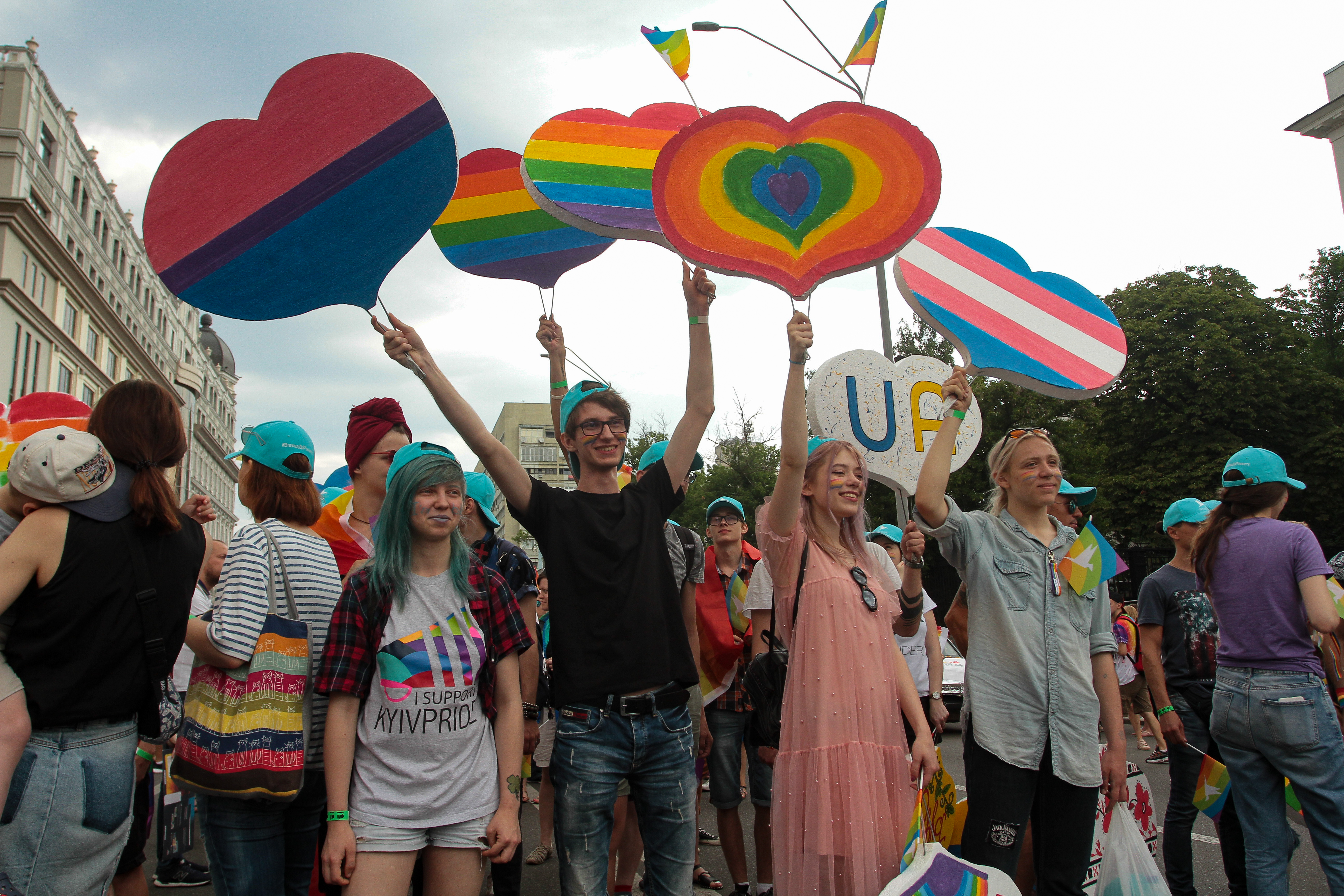
Desfile de la Igualdad 2019, Kyiv

En el Festival de la Igualdad celebrado en Chernivtsi en 2018, radicales de derechas, acompañados de sacerdotes, intentaron impedir que los asistentes accedieran al recinto. Tras varias horas, treinta participantes consiguieron entrar en el recinto, pero fueron gaseados y les lanzaron martillos. Shevchenko y un funcionario del gobierno le pidieron a los radicales a encontrar otro medio de mostrar su oposición.Ese año, durante la marcha del Día de la Memoria Transgénero, Shevchenko y otros activistas fueron blanco de los opositores, que lanzaron bombas de humo contra la multitud. Dos personas resultaron heridas tras ser gaseadas. En respuesta, la policía, incapaz de contener a los opositores, detuvo la manifestación, dividiendo a los activistas y obligándoles a subir a los trenes del metro. Durante las festividades del Orgullo en 2018, los opositores publicaron amenazas de una cacería de activistas LGBT en Ucrania, publicando propuestas de «puntos» que se darían a los cazadores por atacar a activistas destacados como Shevchenko. En 2019 Shevchenko fue atacada personalmente en Kyiv, cuando dos asaltantes la golpearon mientras gritaban insultos homófobos.
Cuando empezó la pandemia de COVID-19 en marzo de 2020, el ex patriarca Filaret de la Iglesia Ortodoxa Ucraniana, Patriarcado de Kyiv, culpó de la propagación mundial de la enfermedad al pecado y, en concreto, al matrimonio entre personas del mismo sexo. Como respuesta, Shevchenko e Insight interpusieron en abril una demanda ante el Tribunal de Distrito de Shevchenkivskyi contra Filaret por difundir desinformación que podría provocar violencia contra la comunidad LGBT. Sus peticiones eran que el canal de televisión que emitió la entrevista con Filaret retirara sus afirmaciones y que la Iglesia publicara un comunicado desmintiendo su declaración. La Iglesia respondió que, como patriarca honorario, como clérigo y como individuo, Filaret tenía libertad para expresar sus opiniones sobre la moralidad.Debido a las restricciones de movimiento por la pandemia y a anteriores posturas del tribunal en estos asuntos, Diana Krechetova, periodista de Associated Press, afirmó de que era probable que la demanda fuera desestimada.En septiembre, cuando se informó de que Filaret había contraído COVID-19, aún no se había tomado ninguna medida.

### Trabajo internacional
En 2010, Shevchenko fue elegida para un mandato de dos años en la junta directiva de la Organización Internacional de Jóvenes y Estudiantes Lesbianas, Gays, Bisexuales, Transexuales, Queer e Intersexuales (IGLYO).Fue elegida miembro de la junta de la rama europea de la Asociación Internacional de Lesbianas, Gays, Bisexuales, Transexuales e Inters (ILGA) en 2016, y fue reelegida para otros mandatos en 2018 y 2020. Ha formado parte de la junta de la Comunidad Lésbica* de EuroCentralAsia (EL*C) desde su fundación en 2016. EL*C planifica los Congresos Europeo de Lesbianas*, cuyo objetivo es informar y crear redes de lesbianas para apoyar a los miembros de la comunidad.
En 2019, Shevchenko presionó con éxito para que la Conferencia Europea de Lesbianas* se celebrara en Kyiv con el fin de dar visibilidad a la comunidad lésbica. Dicha conferencia fue atacada por opositores que lanzaron gases lacrimógenos y rompieron ventanas con bates de béisbol, a pesar de la protección de la policía local y la seguridad privada. Shevchenko preguntó a los asistentes a la conferencia: «¿Tienen miedo?», mientras se aplicaban leche en los ojos rociados por gas lacrimógeno. Los asistentes, alrededor de 350 personas de cuarenta y dos países, respondieron en coro: «¡No!».
Además de planificar y coordinar eventos internacionales, Shevchenko ha sido ponente destacada en numerosas conferencias y eventos, como EuroPride en Riga, Letonia, en 2015; la Conferencia El*C de 2017 en Viena, Austria; y la conferencia anual del Comité Noruego de Helsinki en Oslo en 2019. En 2022, participó en la conferencia en Internet, «Global Conversations Towards Queer Social Justice: Queer Dis/Placements», patrocinada por el Centro de Investigación en Artes, Ciencias Sociales y Humanidades de la Universidad de Cambridge.Shevchenko fue galardonada con el Tulipán de los Derechos Humanos del Ministerio de Asuntos Exteriores holandés por su labor pionera en materia de derechos humanos en 2021. Al año siguiente, fue galardonada junto con Insight con el cuarto Prix international de la ville de Paris pour les droits des personnes LGBTI+ (Premio internacional de la ciudad de París por los derechos de las personas LGBTI+) por su continuo apoyo a la comunidad LGBT, a pesar de la guerra en curso en Ucrania.

### Trabajo de guerra
En 2022, cuando Rusia invadió Ucrania, Shevchenko planeó inicialmente permanecer en Kyiv.Cuando los bombardeos alcanzaron su barrio, fue evacuada a Lviv el 10 de marzo. Desde allí, reorganizó las funciones de Insight para prestar ayuda a mujeres y niños. Con la ayuda de El*C, trabajó para crear un refugio para desplazados. Los activistas establecieron dos casas seguras en la frontera polaca y empezaron a crear redes con equipos de Bulgaria, Moldavia y Rumania para reforzar su alcance regional y su capacidad de ayudar a Shevchenko dentro de Ucrania. Las refugiadas lesbianas y queer que han necesitado salir de Ucrania, y a sus hijos, se les ha dado un número de teléfono para establecer contacto con activistas de El*C al otro lado de la frontera, que las llevan a los refugios y les proporcionan apoyo básico hasta poder conseguirse una ubicación más permanente en el extranjero. Tras crear refugios al otro lado de la frontera, Shevchenko comenzó a organizar refugios seguros en el oeste de Ucrania.
En abril, mientras descargaba donativos de mercancías de un vehículo de reparto, Shevchenko fue atacada y rociada con gas lacrimógeno por un agresor desconocido. A pesar del ataque, sigue organizando labores de ayuda enviando mercancías por todo el país para garantizar que las mujeres, normalmente ignoradas durante las acciones bélicas en favor de los combatientes, dispongan de alimentos y suministros adecuados.
The Times nombró a Olena Shevchenko Mujer del Año en 2023. En una entrevista habló de su participación durante la guerra e hizo hincapié en la precaria situación de las mujeres y las personas LGBTQI: ″¿Por qué hablan solo de mujeres? ¿Por qué no de los hombres? ¿Por qué no de todo el mundo?», dice, esbozando los argumentos con los que se encuentra habitualmente. La realidad, dice, es que estas comunidades son especialmente vulnerables durante la guerra: Las personas LGBTQI sufren una feroz discriminación por parte de sus compatriotas ucranianos; la mayor parte de la ayuda humanitaria no tiene en cuenta a las personas con discapacidad; y «el nivel de violencia sexual durante la guerra es inimaginable».

## Obras seleccionadas
Shevchenko ha escrito numerosos informes y es coautora de varios estudios sobre derechos humanos. Entre ellos figura un diccionario de términos LGBT en ucraniano. Otros son:
- Лисенко, Т.; Шевченко, О.; Покальчук, О., eds. (2012), Дотримання громадянських прав трансгендерних людей [Respect for the Civil Rights of Transgender People] (en ukrainian), Kyiv, Ukraine: Insight, archivado desde el original el 16 de mayo de 2021.
- Шевченко, Олена; Франк, Юрій, eds. (2014), Абетка з прав ЛГБТ [The LGBT Rights ABC] (en ukrainian), Kyiv, Ukraine: Insight, archivado desde el original el 24 de octubre de 2018.[5]
- Shevchenko, Olena; Huz, Oksana; Semenova, Olha et al., eds. (2019), Human Rights of LBTIQ Women in Ukraine, Kyiv, Ukraine: UN Women, Global Affairs Canada, OCLC 1310273210, archivado desde el original el 19 de junio de 2022 .
- Shevchenko, Olena (2019). «Women Living with HIV / Women with Diverse Sexual Orientations and Gender Identities».  En Porokhnyak-Hanovska, Lyudmyla; Rudenko, Maryna; Kebalo, Martha Kichorowska; Skoryk, Marfa; Davlikanova, Olena, eds. Beijing +25 Years on: Parallel Report Ukraine 2014–2019 (Maria Dmytriyeva, trad.). Kyiv, Ukraine: Friedrich-Ebert-Stiftung. ISBN 978-617-7574-05-6.[49]

### Citations
1. ↑  
Titis, 2013; Lashchuk, 2019; Kasianczuk y Sheremet, 2015, p. 20; Strelnikov, 2021.
2. 1 2 3 4 5 6 7 8 9 10 11 12 13  Lashchuk, 2019.
3. 1 2  Titis, 2013.
4. ↑  Bondarchuk, 2001.
5. 1 2 3 4  DocuDays, 2018.
6. ↑  Respect Campaign, 2016.
7. ↑  Drahomanov University, 2007.
8. ↑  Gay Alliance Ukraine, 2014.
9. 1 2 3 4 5 6  Strelnikov, 2021.
10. ↑  Kasianczuk y Sheremet, 2015, pp. 27, 29.
11. 1 2 3 4  ILGA World, 2021.
12. 1 2 3 4 5  Gritsenko, 2018.
13. 1 2 3 4  Vorona y Sarakhman, 2018.
14. 1 2 3 4 5  Skouen, 2019b.
15. ↑  Melnichenko, 2014.
16. 1 2  Ukrayinska Pravda, 2012.
17. 1 2 3  Amnesty International, 2013, p. 9.
18. ↑  Walker y Salem, 2014.
19. ↑  Milton, 2019.
20. 1 2  National LGBT Portal of Ukraine, 2014.
21. ↑  Commissioner for Human Rights, 2014.
22. ↑  Geldhof, 2015.
23. 1 2 3  Shevchenko, 2016.
24. 1 2  Civil Rights Defenders, 2020.
25. ↑  Burdyga, 2019a.
26. ↑  Zmina, 2018a.
27. ↑  Zmina, 2018b.
28. ↑  BBC, 2018.
29. 1 2 3 4 5  Karpyuk, 2020.
30. 1 2 3  Villarreal, 2020.
31. 1 2 3  Krechetova, 2020a.
32. ↑  Krechetova, 2020b.
33. ↑  ILGA-Europe Activity Report, 2020, p. 4.
34. ↑  Casalino, Lohman y Zahi, 2017, pp. 2, 4.
35. ↑  EuroCentralAsian Lesbian* Community, 2018.
36. ↑  Burdyga, 2019b.
37. 1 2  Bacchi, 2019.
38. 1 2  Hand, 2022.
39. ↑  Skouen, 2019a.
40. ↑  Luongo, 2015.
41. ↑  El*C, 2020.
42. ↑  CRASSH, 2022.
43. ↑  Zmina, 2021.
44. ↑  Dubuard, 2022.
45. ↑  Feder, 2022.
46. 1 2 3  Lavers, 2022.
47. ↑  Scootercaster, 2022.
48. ↑  «Olena Shevchenko Is Fighting for Ukraine's Most Vulnerable People». Time. 2 de marzo de 2023. Consultado el 2 de marzo de 2023.
49. ↑  Porokhnyak-Hanovska et al., 2019, p. 67.